# بيلي ستارك (لاعب كرة قدم)
بيلي ستارك (بالإنجليزية: Billy Stark)‏ (1 ديسمبر 1956 بغلاسكو في المملكة المتحدة - ) هو مدرب كرة قدم ولاعب كرة قدم بريطاني في مركز الوسط. شارك مع منتخب اسكتلندا تحت 21 سنة لكرة القدم. أما مع النوادي، فقد لعب مع نادي أبردين ونادي سانت ميرين ونادي سلتيك ونادي كيلمارنوك وهاميلتون أكاديميكال.

## وصلات خارجية
- بيلي شتارك على موقع قاعدة بيانات كرة القدم.إي يو (الإنجليزية)
- بيلي شتارك على موقع عالم كرة القدم.نت (الإنجليزية)